# C'est toi... l'aventurier
C'est toi... l'aventurier est une série de livres-jeux composée de 8 livres, parue initialement chez Magnard, elle fait partie de la collection C'est toi.

## Composition de la série
1. L'Enfer du désert[1]
2. La Jungle aux poisons[2]
3. Sur la piste des diamants[3]
4. Attention ! Pirates ![4]
5. Le Trésor sous la mer[5]
6. Les Rhinocéros du Kilimandjaro[6]
7. Traquenard aux pyramides
8. La Peur au ventre